# Cristián Larroulet
Cristián Patricio Larroulet Vignau (Temuco, 26 de julio de 1953) es un economista, académico e investigador chileno. Fue ministro secretario general de la Presidencia del primer mandato del presidente Sebastián Piñera (2010-2014). Es uno de los fundadores de la Universidad del Desarrollo (UDD) y del Instituto Libertad y Desarrollo. Fue el jefe de asesores bajo el cargo de presidencia de la República de Chile durante el segundo mandato del presidente Sebastián Piñera.

## Familia y estudios
Hijo de Miguel Larroulet, colono, latifundista y alcalde de Puerto Saavedra, ciudad de la costa de la Región de La Araucanía.
Estudió en el colegio de La Salle en la ciudad de Temuco. hasta octavo básico, momento en el que emigró a la capital, y particularmente al Colegio de los Sagrados Corazones de Manquehue.
Está casado con Isabel Philippi Irarrázabal, hija del fallecido ministro de Estado Julio Philippi Izquierdo y hermana del empresario y dirigente gremial Bruno Philippi.

## Inicios

### Gremialista
En 1971, ingresó a cursar la carrera de Ingeniería Comercial en la Pontificia Universidad Católica, entidad en la que conoció y se hizo cercano de Joaquín Lavín y Jaime Guzmán. Este último, uno de los principales líderes del movimiento conservador conocido como Gremialismo.
Antes del golpe de Estado del 11 de septiembre de 1973, ocupó la presidencia centro de alumnos de su facultad tras una elección en la que superó a José Pablo Arellano. Un año después el concejo de presidentes de centros de alumnos, designado por la dictadura militar de Augusto Pinochet, lo escogió presidente de la Feuc.

### Odeplan y Chicago
Recién titulado, en 1975, se incorporó a la estatal Odeplan. Allí conoció a quien tendría una significativa influencia en su formación profesional: Miguel Kast, entonces subdirector de esa entidad. Asimismo, en dicha repartición se reencontró con Lavín.
En julio de 1977 participó en el simbólico encuentro organizado por el Frente Juvenil de Unidad Nacional —del cual fue vicepresidente— para celebrar el día de la juventud en la cima del Cerro Chacarillas de Santiago, en el cual Augusto Pinochet, dictador del país, pronunciaría un discurso en el que se fijaron plazos y un itinerario para la transición hacia la democracia junto con una nueva institucionalidad que regiría el Estado en los siguientes años.
Un año después partió a estudiar un Master of Arts en economía a la Universidad de Chicago, en los Estados Unidos. Compañeros suyos en esa casa de estudio fueron, entre otros destacados profesionales, Juan Andrés Fontaine, Jorge Selume, Sebastián Edwards, Félix Bacigalupo, Julio Dittborn y Ricardo López Murphy, además de Lavín, quien había llegado un año antes y con el que terminaría de consolidar su amistad en dicho periodo.

## Funcionario gubernamental y académico
A comienzos de la década de 1980 volvió a Chile y, junto con regresar a ODEPLAN, inició una vida académica impartiendo clases en la Universidad de Concepción y posteriormente en la Universidad de Chile y Católica como profesor de tiempo parcial.
Luego participó como asesor del ministro de Economía, Fomento y Reconstrucción, Luis Danús, en diversas materias, hasta la grave crisis de 1982. Continuó trabajando en representación del Ministerio desde 1982 a octubre de 1984, al ser designado como integrante del organismo gubernamental Comité Asesor de Créditos Externos.
En febrero de 1985 es designado jefe de gabinete del ministro Hernán Büchi cuando este último es nombrado titular en el Ministerio de Hacienda.
En 1989 fue uno de los principales colaboradores de Büchi en su campaña presidencial. Tras ello, fundó el Instituto Libertad y Desarrollo, concentrando toda su fuerza y su tiempo en el trabajo investigativo. Del mismo modo, participó en la formación de la Universidad del Desarrollo, junto con Lavín, Ernesto Silva, Carlos Alberto Délano y Federico Valdés.
Durante el Gobierno del democratacristiano Eduardo Frei Ruiz-Tagle (1994-2000), integró la Comisión Nacional de Modernización de la Educación. Asimismo, fue parte del Comité Interministerial de Modernización del Estado.
En el Gobierno de Ricardo Lagos se desempeñó como colaborador en la firma del Tratado de Libre Comercio con Estados Unidos. 
En el primer Gobierno de Michelle Bachelet (2006-2010) participó en la elaboración del Acuerdo por la Calidad de la Educación, suscrito en 2007.

## Director del instituto Libertad y Desarrollo y Ministro de Estado
Durante su desempeño como director del instituto Libertad y Desarrollo fue el principal asesor de Lavín en sus dos intentos por llegar a la Presidencia de la República durante los años 1999-2000 y 2005.
Fue macrocoordinador del llamado grupo Tantauco que elaboró el programa de gobierno de la candidatura presidencial de Sebastián Piñera Echenique.
En 2010, luego del triunfo de Piñera en las urnas, fue nominado como Ministro Secretario General de la Presidencia, cartera que coordina el trabajo de gobierno y lleva la relación con el Poder Legislativo, asumiendo el cargo el 11 de marzo. Hasta entonces se desempeñaba como director ejecutivo del Instituto Libertad y Desarrollo y decano de la Facultad de Economía y Negocios de la UDD.
De su gestión destaca la tramitación y aprobación en el Congreso Nacional de la Ley del Lobby, la Ley de Primarias y el proyecto que establecía la inscripción automática y el voto voluntario en elecciones populares, reforma que permitió la incorporación de unas 4,5 millones de personas al padrón electoral.
Asimismo, después de extensas negociaciones, logró que un conjunto de comuneros mapuches depusieran una huelga de hambre que se había prolongado por varias semanas. También llegó a un acuerdo con los dirigentes sociales de la Región de Aysén para deponer las extendidas protestas de comienzos de 2012. 
Dejó el cargo en marzo de 2014, como uno de los cinco secretarios que permaneció en la misma cartera durante todo el periodo de Piñera. De esta manera, al igual que Edgardo Boeninger, Larroulet desempeñó el cargo de ministro de la Segpres durante todo el período de gobierno.

## Regreso a la vida académica
En junio de 2014, se integró a la Universidad del Desarrollo donde dictó clases en los cursos de “Introducción a la Economía I” y en los de “Responsabilidad Pública”. Asimismo, como investigador UDD expuso en el seminario  “Hacia una verdadera revolución educacional: Libertad y Justicia”, realizado recientemente por el Consorcio de Centros de Estudios y participó también en el seminario “Reforma Tributaria y su Impacto en la Economía y Sociedad”, efectuado en Concepción organizado por las Facultades de Economía y Negocios y Derecho de la UDD.
Posteriormente asumió como Director de Investigación de la Facultad de Economía y Negocios de la Universidad del Desarrollo, bajo cuya responsabilidad se encuentran el Centro de Estudios en Economía y Negocios (CEEN), el Centro de Investigación de la Empresa (CIE), el Instituto de Innovación Social y el Instituto del Emprendimiento (IE).
En agosto de 2015 presentó el libro que escribió junto al editor de Investigación, Jacinto Gorosabel, La Educación en la Encrucijada: ¿Estado Docente o Sociedad Docente? En la ocasión, comentaron la obra el expresidente de la República, Sebastián Piñera y el exministro Secretario General de Gobierno y académico, José Joaquín Brunner [].

## Críticas
Desde que asumió como Jefe de Asesores de la Presidencia de la República durante la segunda administración de Sebastián Piñera, el trabajo de Cristián Larroulet ha recibido públicas críticas. En particular estas apuntaron a su férrea defensa del paradigma neoliberal al interior del gobierno de Piñera tras las protestas de octubre de 2019, y a su negativa a realizar "concesiones ideológicas" para ofrecer ayuda estatal en el marco de la pandemia del coronavirus, haciendo que su gestión fuera calificada por el experto en educación Mario Waissbluth como «tacañería gubernamental ideológica y suicida». También se le llegó a denominar el «presidente en las sombras».
Las críticas a Larroulet también han provenido desde la propia coalición de gobierno de Piñera. Refiriéndose a Larroulet, el alcalde Germán Codina de Renovación Nacional señaló en diciembre de 2019 «al presidente hay gente que le aconseja mal» y que «la política no es solo números».
En abril de 2020, luego de que el presidente Sebastián Piñera pusiera en duda la realización del plebiscito nacional de Chile de 2020 en una entrevista de televisión, la diputada de su coalición, Ximena Ossandón, señaló que en Chile «Hay un sector de derecha más extremo que nunca ha querido el plebiscito», y que «creo que acá nuevamente está la mano del segundo piso y de Cristián Larroulet (...) yo he visto cómo la Moneda giró en esto, estaba muy pro plebiscito y ahora no quiere el plebiscito. Pienso en La Moneda y pienso en Cristián Larroulet.»
En julio de 2020, en plena crisis social y económica desatada por la pandemia de COVID-19 en Chile, el diputado de la coalición de gobierno Andrés Celis afirmó que «el Presidente en las sombras, que es Cristián Larroulet, no tiene claro el Chile real», al justificar su voto a favor de permitir el retiro del 10% de los fondos de pensiones como medida para paliar los efectos económicos de la crisis. Más tarde, ante rumores de un inminente cambio de gabinete a raíz de la crisis política que desató para el Gobierno de Piñera la aprobación de esta ley, el periódico La Tercera citó a miembros de la coalición de gobierno responsabilizando a Larroulet de llevar a la coalición a una "guerra fratricida", al intentar impedir esta aprobación "por un tema de principios". El periódico también citaba voces críticas al interior de la coalición que sostenían que una eventual remoción del asesor «tendría un carácter político y simbólico casi tan fuerte como una reestructuración ministerial».

## Obras
- Economía[24], escrito junto a Francisco Mochón y editado por McGraw-Hill, 1995
- El Gobierno de las personas: políticas para el Gobierno Local, editor y publicado por Libertad y Desarrollo, 1998
- Private solutions to public problems, editor, The Center for International Private Enterprise (USA), 1991
- Las tareas de hoy, políticas sociales y económicas para una sociedad libre, editor, publicado por Zigzag, 1994
- Chile 2010: El desafío del desarrollo, editor, Libertad y Desarrollo, 2001
- Chile camino al desarrollo, Avanzando en tiempos difíciles, editor, El Mercurio Aguilar, 2012
- La educación en la encrucijada: ¿Estado Docente o Sociedad Docente?, RIL Editores, 2015

## Artículos académicos
- Entrepreneurship and Growth A Latin American Paradox?,[25] 2009
- Chile: libertad económica 1860-2007,[26] 2009
- Concesiones: Agenda para el 2020. Prólogo,[27] 2009
- Emprendimiento: Factor clave para la nueva etapa de Chile,[28] 2007
- La lucha contra el populismo: el caso de Chile,[29] 2006
- La enseñanza de economía y administración en las instituciones de educación superior,[30] 2006
- Una reflexión sobre la reforma previsional,[31] 2003
- La Huella de Miguel Kast 30 años después,[32] 2003
- Políticas públicas para el desarrollo,[33] 2003
- Ideas para una educación de calidad,[34] 2002
- Fomento a la innovación tecnológica: El caso chileno,[35] 1998
- Endeudamiento interno: orígenes, soluciones y perspectivas,[36] 1987
- Reflexiones en torno al estado empresario en Chile,[37] 1984